# Emil Johnson
Emil Fritiof Johnson, född 9 september 1864 i Floby socken, Västergötland, död 17 januari 1953 på Lidingö, var en svensk-amerikansk kemiingenjör. 
Johnson studerade i Vänersborg och därefter vid Kungliga Tekniska högskolan i Stockholm, där han avlade avgångsexamen 1887. Han reste samma år till USA, där han varit bosatt i New York. Under åren 1891–1941 innehade han en byrå för handelskemiska undersökningar, med pappersmassa, kautschuk och oljor till specialitet, och var högt ansedd som konsulterande kemist. 
År 1894 utnämndes Johnson till medlem av staden New Yorks hälsovårdsnämnd. Han gav uppslag till många av de viktigare metoder och åtgärder vid den mjölkkontroll, som gjorde New York till ett föredöme för andra städer. År 1906 instiftades Svenska handelskammaren i New York i vilken han blev ordförande. Han återvände till Sverige 1947.